# Ohausen
Ohausen ist ein Gemeindeteil der Stadt Freystadt im Landkreis Neumarkt in der Oberpfalz in Bayern.

## Lage
Das Dorf liegt südlich von Freystadt auf rund 410 m ü. NHN. Westlich von Ohausen fließt in südlicher Richtung die Schwarzach.

## Geschichte
Als 1359 die Wolfsteiner Güter unter sich aufteilten, wurde Ohausen als Zugehörung zur Burg Obersulzbürg Albrecht dem Älteren zugesprochen. Außer zwei Halbhöfen hatten die Wolfsteiner hier sechs kleinere Anwesen und das Gemeinde-Hirtenhaus in Besitz. Am Ende des Alten Reiches, um 1800, gab es zehn Anwesen im Dorf, die drei Grundherrschaften gehörten. Der kurfürstlich-bayerischen Kabinettsherrschaft Sulzbürg, errichtet nach Heimfall der wolfsteinschen Lehen an den Kurfürsten 1740, unterstanden acht ehemals wolfsteinschen Güter. Je ein kleineres Anwesen gehörte dem kurfürstlichen Kastenamt Neumarkt und dem kurfürstlichen Klosterrichteramt Seligenporten.

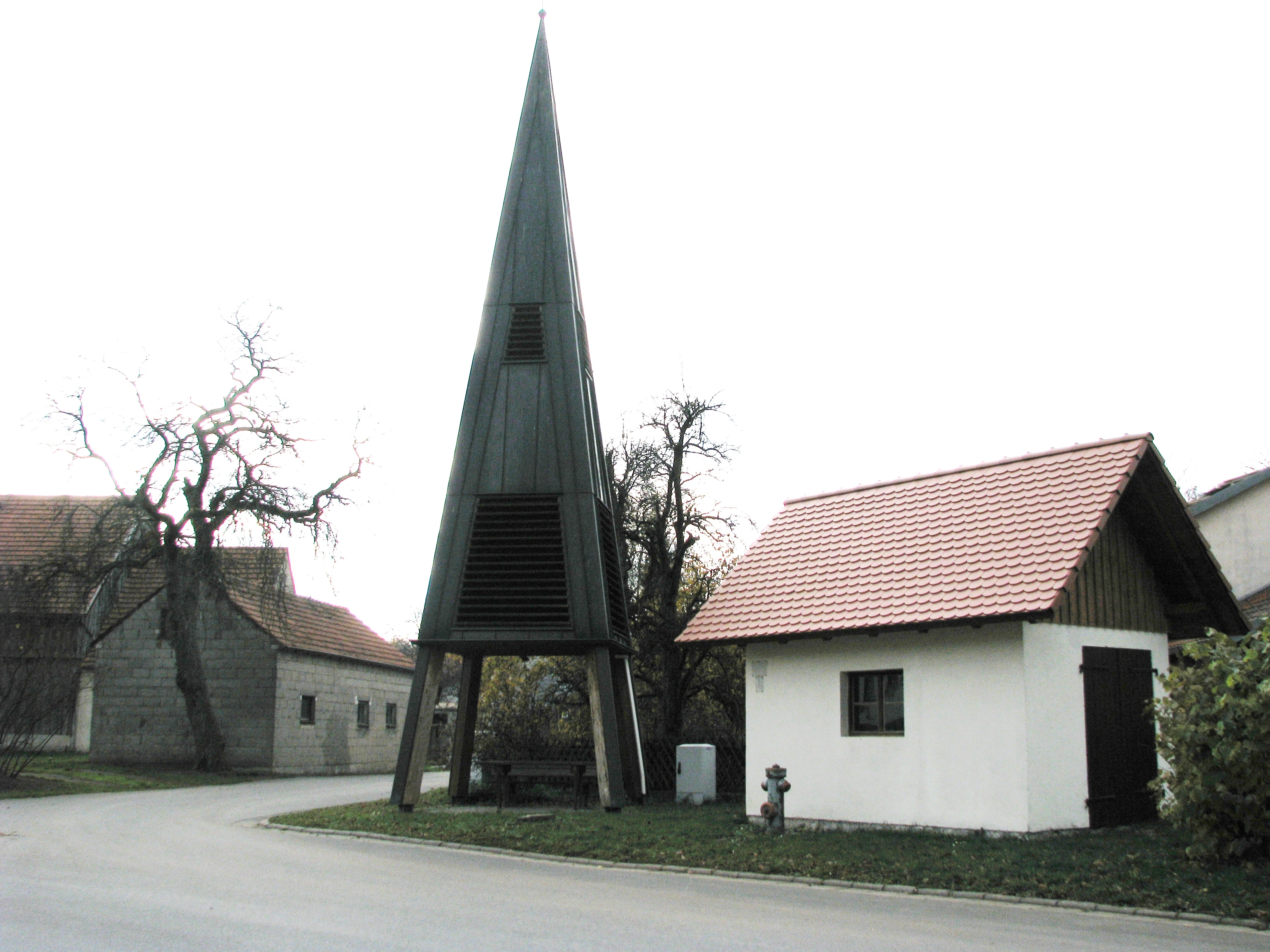
Dorfmitte

Im Königreich Bayern wurde zwischen 1810 und 1820 der Steuerdistrikt Thannhausen im Altmühlkreis eingerichtet, dem außer Thannhausen Oberndorf angehörte. Mit dem Gemeindeedikt von 1818 wurde Thannhausen eine Ruralgemeinde, die außer Thannhausen noch das Dorf Ohausen umfasste. Diese Gemeinde war dem Landgericht (ab 1862 Bezirksamt, ab 1879 Landkreis) Neumarkt im Regenkreis zugeordnet.
Das Repertorium zum Atlasblatt Neumarkt von 1836 gibt für „Ohhausen“ 14 Häuser, ein Wirtshaus und eine Mühle mit einem Mahlgang an der „hintern“ Schwarzach an; der direkt an Ohausen vorbeiführende „vordere“ Schwarzach-Arm wurde trockengelegt und verfüllt; die Mühle wurde um 1930 stillgelegt und einige Jahrzehnte später abgebrochen. 1875 waren an Großvieh im Dorf zwölf Pferde und 95 Stück Rindvieh vorhanden.
Mit der Gebietsreform in Bayern wurde die Gemeinde Thannhausen zum 1. Januar 1972 in die Stadt Freystadt eingemeindet. Seitdem ist Ohausen einer von 33 benannten Ortsteilen der Stadt Freystadt.
Im Mai 2015 beschädigte ein Tornado in Ohausen in fünf Sekunden mehr als zwanzig Häuser.

### Einwohnerentwicklung
- 1871: 71 (45 Gebäude)[10]
- 1937: 94 (19 Katholiken – nach Freystadt gepfarrt, 75 Protestanten)[11]
- 1950: 95 (17 Wohngebäude)[12]
- 1961: 83 (16 Wohngebäude)[13]
- 31. Dezember 2016: 76[14]

## Verkehrsanbindung
Man gelangt nach Ohausen, indem man eine der beiden Abzweigungen von der Staatsstraße 2237 zwischen Freystadt und Sulzkirchen nimmt. Gemeindeverbindungsstraßen führen von Forchheim in nördlicher Richtung über den Main-Donau-Kanal nach Ohasen und von Michelbach in östlicher Richtung nach Ohausen.